# Virbia orola
Virbia orola är en fjärilsart som beskrevs av Dyar 1914. Virbia orola ingår i släktet Virbia och familjen björnspinnare. Inga underarter finns listade i Catalogue of Life.